# Список самых высоких зданий префектуры Нагано

## Самые высокие здания
В списке приведены небоскрёбы префектуры Нагано с высотой от 60 метров, основанные на стандартных измерениях высоты. Эта высота включает шпили и архитектурные детали, но не включает антенны радиовышек и башен.
| Рейтинг | Название                                       | Фото | Высота м | Этажность | Год  | Город  | Примечания                                              |
| ------- | ---------------------------------------------- | ---- | -------- | --------- | ---- | ------ | ------------------------------------------------------- |
| 1       | NTT Docomo Nagano Building                     |      | 75.0     | 16        |      | Нагано | Высота, включая стальную башню, составляет 105.9 метра. |
| 2       | Shinano Mainichi Shimbun Headquarters Building |      | 64.0     | 12        |      | Нагано | [ 3 ]                                                   |
| 3=      | Hotel Kokusai 21                               |      | 60.0     | 16        | 1997 | Нагано | [ 4 ]                                                   |
| 3=      | JA Nagano Building                             |      | 60.0     | 13        |      | Нагано | [ 5 ]                                                   |